# Akutna limfoblastna levkemija
Akutna limfoblastna (limfocitna) levkemija (okr. ALL) je vrsta levkemije, pri kateri so nenormalne celice predvsem (ali izključno) blastne oblike limfocitopoetske vrste;  gre za rakavo spremenjene limfocitne celice, usmerjene v limfocitno celično vrsto B ali T. Razraščanje in kopičenje limfoblastov v kostnem mozgu zavira preostalo hematopoezo s posledično slabokrvnostjo (pomanjkanje rdečih krvničk), trombocitopenijo (pomanjkanje krvnih ploščic) in nevtropenijo (pomanjkanje belih krvničk). Nezdravljena bolezen vodi v hitro smrt. Predstavlja najpogostejšo vrsto levkemije v otroštvu, pri odraslih pa zajema 20 % vseh akutnih levkemij.

## Vzroki
Pri večini primerov vzrok nastanka akutne limfoblastne levkemije ni poznan, vendar pa obstaja tudi nekaj poznanih dejavnikov tveganja:
- izpostavljenost velikim odmerkom obsevanja, kot del zdravljenja druge oblike raka
- izpostavljenost spojinam, kot so benzen, topila, ki se uporabljajo v naftnih rafinerijah in drugih industrijah, spojine v cigaretnem dimu ...
- okužba s človeškim T-levkemičnim virusom tipa I (HTLV-1)
- določene dedne bolezni, na primer Downov sindrom
- belci so bolj dovzetni kot druge rase
- bolezen je pogostejša pri moških

## Zdravljenje
Zdravljenje akutne limfoblastne levkemije obsega štiri obdobja:
- indukcija remisije,
- konsolidacija remisije,
- preprečevanje levkemije osrednjega živčevja in
- vzdrževanje remisije.

Indukcijsko, torej začetno zdravljenje akutne limfoblastne levkemije je podobno kot pri akutni mieloidni levkemiji. Prvi indukcijski krog zdravljenja vključuje davnorubicin, vinkristin, asparaginazo in glukokortikoide. Drugi krog indukcijskega zdravljenja vključuje ciklofosfamid in citozin arabinozid ter zaporedne intratekalne injekcije metotreksata (injiciranje zdravila v hrbtenjačo). Tretji krog zdravljenja je manj intenziven in vključuje infuzije velikih odmerkov metotreksata. Remisija se doseže pri 80 odstotkih bolnikov. Važen del zdravljenja akutne limfoblastne anemije je tudi podporno zdravljenje s krvnimi pripravki, preprečevanje in zdravljenje okužb in preprečevanje sindroma tumorske lize, tako kot pri akutni mieloidni levkemiji. Redkeje se uporablja kombinacija doksorubicina, vinkristina in deksametazona (tako imenovada shema VAD) ali pa samo  simptomatsko zdravljenje bolezni s peroralnimi pripravki citostatikov, kot so purinetol, tiogvanin, hidroksiurea in še nekateri. S preprečevalnim zdravljenjem levkemije osrednjega živčevja se zmanjša verjetnost ponovitve akutne limfoblastne levkemije v osrednjem živčevju z 20–60 % na 5–10 %. V osrednjem živčevju se lahko namreč kopičijo limfoblasti, zato  se uporablja preventivno zdravljenje z injekcijami metotreksata, citozin arabinozida in glukokortikoidov, ki se injicirajo neposredno v možgansko-hrbtenjačno tekočino (intratekalno injiciranje). Na klasični, intravenski način dani citostatiki namreč ne prehajajo krvnomožganske pregrade. Kasneje med vzdrževalnim zdravljenjem osrednje živčevje tudi preventivno obsevajo z ionizirajočimi žarki.
Po zaključenem konsolidacijskem zdravljenju se odloči, ali bo bolnik nadaljeval vzdrževalno zdravljenje s citostatiki ali pa bo vključen v presaditev krvotvornih matičnih celic (alogenična sorodna ali nesorodna presaditev). Ena največjih omejitev za alogenično presaditev je, da ima samo tretjina bolnikov ustreznega darovalca glede poglavitnega kompleksa tkivne skladnosti. Z avtologno presaditvijo krvotvornih matičnih celic bolnikov z ALL ne zdravijo več, saj so rezultati zdravljenja celo slabši kot rezultati vzdrževalnega zdravljenja le s citostatiki.

## Prognoza
Prognostični dejavniki pomagajo pri odločitvi o protokolu in intenzivnosti zdravljenja. Ugodni prognostični dejavniki so starost med 3 in 7 let, koncentracija belih krvničk < 25.000/μl, morfologija FAB L1, ter kariotip levkemičnih celic z več kot 50 kromosomi ter t(12;21) translokacijo in neprizadetost osrednjega živčevja ob postavitvi diagnoze. Neugodni napovedni dejavniki so kariotip levkemičnih celic s kromosomi, ki so številčno pravilno zastopani vendar so morfološko nenormalni, prisotnost kromosoma Filadelfija t(2;22), višja starost pri odraslih bolnikih in B-celični imunofenotip s površinskim ali citoplazemskim imunoglobulinom. Ne glede na napovedne dejavnike je verjetnost remisije po začetnem zdravljenju več kot 95-odstotna pri otrocih in več kot 70-odstotna pri odraslih. Tri četrtine otrok ozdravi oziroma ima po zdravljenju 5-letno preživetje brez znakov bolezni. Dolgoletno preživetje odraslih bolnikov brez znakov bolezni je le 40-odstotno, kljub remisiji po začetnem zdravljenju.

### Razvrstitev FAB
Po razvrstitvi FAB (French-American-British classification) se bolezen razvršča v morfološko podskupino L1, L2 in L3. Pri podskupini L1 so vidne manjše podobne si celice, pri L2 velike raznovrstne celice, pri L3 pa velike raznovrstne celice, ki vsebujejo vidne mešičke.